# Gare de Molsheim
Gare de Molsheim vasútállomás Franciaországban, Molsheim településen.

## Vasútvonalak
Az állomást az alábbi vasútvonalak érintik:
- Strasbourg–Saint-Dié-vasútvonal

## Kapcsolódó állomások
A vasútállomáshoz az alábbi állomások vannak a legközelebb:
- Gare de Dorlisheim
- Gare de Mutzig
- Gare de Dachstein (Gare de Strasbourg)
- Gare d’Entzheim-Aéroport